# Quyên
Quyên ou thao quyên est un terme vietnamien désignant une forme dans les arts martiaux vietnamiens.
Étymologiquement, « quyên » signifie « poing, boxe » . Par glissement, on en est venu à utiliser le terme quyên en lieu et place de « bai quyên » (leçon de boxe), puis, lui accordant le sens de « série de mouvements de combat » il est venu remplacer « bai vo » (leçon de combat), « bai thao » (leçon d'enchaînement) ou « don luyen » (entraînement en solo, enchaînement tout seul). Aujourd’hui, la plupart des écoles francophones utilisent donc le terme quyên, ou thao quyên (enchaînement de boxe), pour désigner leurs enchaînements à mains nues (et parfois même avec armes, ce qui est, on le voit, totalement impropre.)
On entend souvent que « quyên » serait l'équivalent du japonais « kata ». Ce n’est pas tout à fait exact. Premièrement, comme on vient de le dire, quyên ne concerne que les enchaînements à mains nues (sans arme). Deuxièmement, et plus essentiellement, il y a une vraie différence au niveau du sens profond. Kata, en japonais, désigne la forme, le moule, la copie conforme et parfaite. L’idéogramme qui le représente existe aussi au Vietnam (« hinh »), mais n’est pas utilisé en arts martiaux. Pourquoi ? Parce qu’il n’y a pas, dans la conception vietnamienne des arts martiaux, l'idée d'un modèle absolu ou d'une perfection à atteindre. Le pratiquant doit apprendre, mais surtout comprendre, sentir le mouvement, en capter l’essence, et le faire sien.
Traditionnellement, chaque thao quyên est accompagné d’un titre (une appellation imagée) et d’un poème (« Bài thiêu ») qui, pour l’initié, en éclaire le sens. En effet, les thao quyên ne sont pas une "simple" suite de mouvements chorégraphiques. S'ils permettent effectivement, dans un premier temps, au vo-sinh (élève) d'acquérir et de pratiquer les formes de base, les thao quyên portent aussi, et peut-être surtout, l'identité de l'école martiale qui les pratique. Ils constituent "des 'viviers' et des 'archives' des techniques mais aussi de sensations et de mises en situation où l'on vient puiser la base du travail d'une École" et "renvoient à des connaissances non limitées au seul domaine martial" : évocation historique ou mythologique, ancrage régional, références sacrées ou populaires, etc.